# Número hexagonal centrado

A dissecção de números hexagonais em seis triângulos com resto de um.

Um número hexagonal centrado é um número poligonal centrado que representa um hexágono com um ponto no centro e todos os outros pontos circundando o central em um retículo hexagonal.
| 1  |  | 7                         |  | 19                                                                        |  | 37 |
| -- |  | ------------------------- |  | ------------------------------------------------------------------------- |  | --- |
| +1 |  | +6                        |  | +12                                                                       |  | +18 |
| *  |  | * · * · * · * · * · * · * |  | * · * · * · * · * · * · * · * · * · * · * · * · * · * · * · * · * · * · * |  | * · * · * · * · * · * · * · * · * · * · * · * · * · * · * · * · * · * · * · * · * · * · * · * · * · * · * · * · * · * · * · * · * · * · * · * · * |

O n-ésimo número hexagonal centrado é dado pela fórmula:
{\displaystyle n^{3}-(n-1)^{3}=3n(n-1)+1.\,}
Expressando a fórmula como:
{\displaystyle 1+6\left({1 \over 2}n(n-1)\right)}
fica evidenciado que o número hexagonal centrado para n é 1 mais 6 vezes o (n-1)-ésimo número triangular.
Os primeiros números hexagonais centrados são:
1, 7, 19, 37, 61, 91, 127, 169, 217, 271, 331, 397, 469, 547, 631, 721, 817, 919, ...
A soma dos primeiros n números hexagonais centrados é n3. Isto é, números piramidais hexagonais centrados e cubos são os mesmos números. Outra maneira de expressar esta mesma coisa é dizer que números hexagonais centrados são a diferença entre dois cubos consecutivos. Logo o número hexagonal centrado é o gnômon dos dois cubos.
A diferença entre (2n)2 e o n-ésimo número hexagonal centrado é um número da forma n2 + 3n − 1, enquanto a diferença entre (2n − 1)2 e o n-ésimo número hexagonal centrado é um número oblongo.
Os números hexagonais centrados que são também primos são chamados números cubanos.